# Lycaena caeruleofasciata
Lycaena caeruleofasciata är en fjärilsart som beskrevs av Edward Morell Holmes 1978. Lycaena caeruleofasciata ingår i släktet Lycaena och familjen juvelvingar. Inga underarter finns listade i Catalogue of Life.